# Zelfvernietiging
Zelfvernietiging is het proces waarbij een wezen of apparaat zichzelf vernietigt. Wanneer een dier dit doet, wordt het autothyse genoemd.

## Apparaten

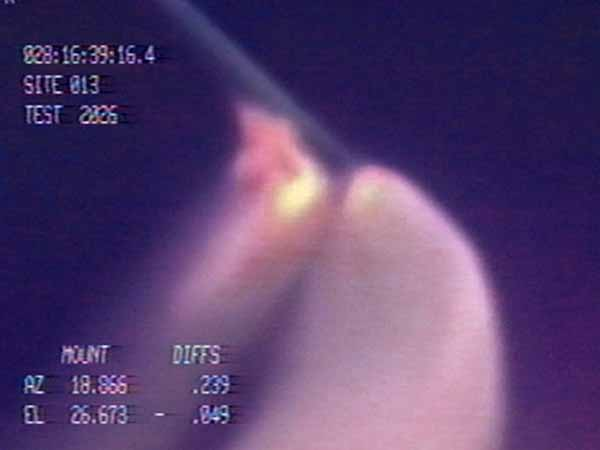
De rechter Solid Rocket Booster van de Challenger vliegt na de ramp ongecontroleerd door de lucht.

Hoewel zelfvernietiging in films veel vaker voorkomt dan in het echt, bestaan er toch diverse apparaten die in staat zijn om zichzelf te vernietigen. Dit kan om twee redenen zijn: om de omgeving te beschermen of om (al dan niet technologische) informatie in het apparaat te beschermen.
Als een voorbeeld van zelfvernietiging ter bescherming van de omgeving wordt genoemd de ramp met de Spaceshuttle Challenger. Nadat de ramp was voltrokken, gaf de Range Safety-afdeling 110,25 seconden na de lancering de opdracht tot zelfvernietiging van de onbestuurbaar geworden Solid Rocket Boosters. Dit was om inslagen van de raketten in bevolkt gebied te voorkomen.
Een voorbeeld van bescherming van technologie is ook op het gebied van rakettechnologie te vinden. Moderne lucht-luchtraketten zijn uitgerust met een zelfvernietigingssysteem, dat zorgt dat de raket ontploft als deze het doel voor langere tijd kwijt raakt of als de raket de controle kwijt raakt doordat deze te langzaam gaat om nog in de lucht te blijven. Het doel hiervan is tweeledig. De eerste reden is om te voorkomen dat de raket ongewenste doelen raakt. De tweede reden is om te voorkomen dat geavanceerde rakettechnologie in handen van de vijand valt, dit is namelijk al een keer gebeurd. Toen op 24 september 1958 een Taiwanese F-86 Sabre een AIM-9B Sidewinder raket afvuurde, bleef deze zonder te ontploffen steken in een Chinese MiG-17. De Chinezen droegen deze raket hierop over aan de Russen. Die lieten hem kopiëren door het ontwerpbureau Toropov.

## Autothyse
Autothyse is de zelfvernietiging van een organisme door middel van het laten scheuren of exploderen van een intern orgaan. Termieten doen dit als verdediging tegen een aanval door mieren.

## Zelfvernietiging in fictie
Films waarin zelfvernietiging wordt gebruikt zijn onder andere: Alien, The Andromeda Strain en Star Trek. Meestal ziet het er in fictie slecht uit voor de antagonist als het zelfvernietigingsysteem wordt gebruikt. Een verhaal waarbij dit niet zo is, is het verhaal van de videogame Rayman 2: The Great Escape; hierbij zet de antagonist het zelfvernietigingsysteem van een grote robot aan, en weet hij met een vliegende stoel snel te ontsnappen, vanuit de robot. Hierna volgt een enorme explosie waarbij de hoofdpersoon Rayman bijna is doodgegaan.